# クイズアクション
『クイズ・アクション』は、1969年10月10日から1970年9月25日までNET系列局で放送されていたNETテレビ（現・テレビ朝日）製作のクイズ番組である。放送時間は毎週金曜 20:00 - 20:56（日本標準時）。

## 概要
大野しげひさと山東昭子が司会を務めていた視聴者参加型のクイズ番組。前半は視聴者が解答する一般的なクイズ、後半は芸能人ゲストが参加するゲームの勝ち負けを予想するコーナー。それらを組み合わせた内容で。クイズに全問正解して、なおかつ後半のゲーム（アクション）コーナーの予想も全て的中した場合の賞金は113万4千円であった。

## 放送局
以下、特記の無い限り全て放送時間は金曜 20:00 - 20:56、同時ネット。
- NETテレビ（製作局）
- 北海道テレビ[2]
- 福島中央テレビ[3]
- 中京テレビ[4]
- 毎日放送[5]
- 瀬戸内海放送[6]
- 九州朝日放送[7]
- 琉球放送：土曜 15:15 - 16:10[8]